# Гетто в Ивье
Гетто в И́вье (февраль 1942 — 7 (12) мая 1942) — еврейское гетто, место принудительного переселения евреев посёлка Ивье Гродненской области в процессе преследования и уничтожения евреев во время оккупации территории Белоруссии войсками нацистской Германии в период Второй мировой войны.

## Оккупация Ивье и создание гетто
В 1931 году в городском посёлке Ивье проживало 2076 евреев, в 1938 году — более 3000 евреев (76 % населения).
Ивье находилось под немецкой оккупацией 3 года — с 29 июня (1 июля) 1941 года до 8 (7) июля 1944 года.
Сразу после занятия местечка, в рамках программы уничтожения евреев, немцы стали бесчеловечно издеваться над ними — заставляли чистить руками уличную грязь, бесцельно перетаскивать тяжелые камни, носить по 30 кубометров дров в день из леса в Ивье за 5 км.
По свидетельству очевидца Шмая Блоха, был случай, когда нацисты приказали 50 евреям перенести на руках неисправный автомобиль. Солдаты СС во время переноски с криками «Скорей! Скорей!» били евреев плетками и палками по головам.

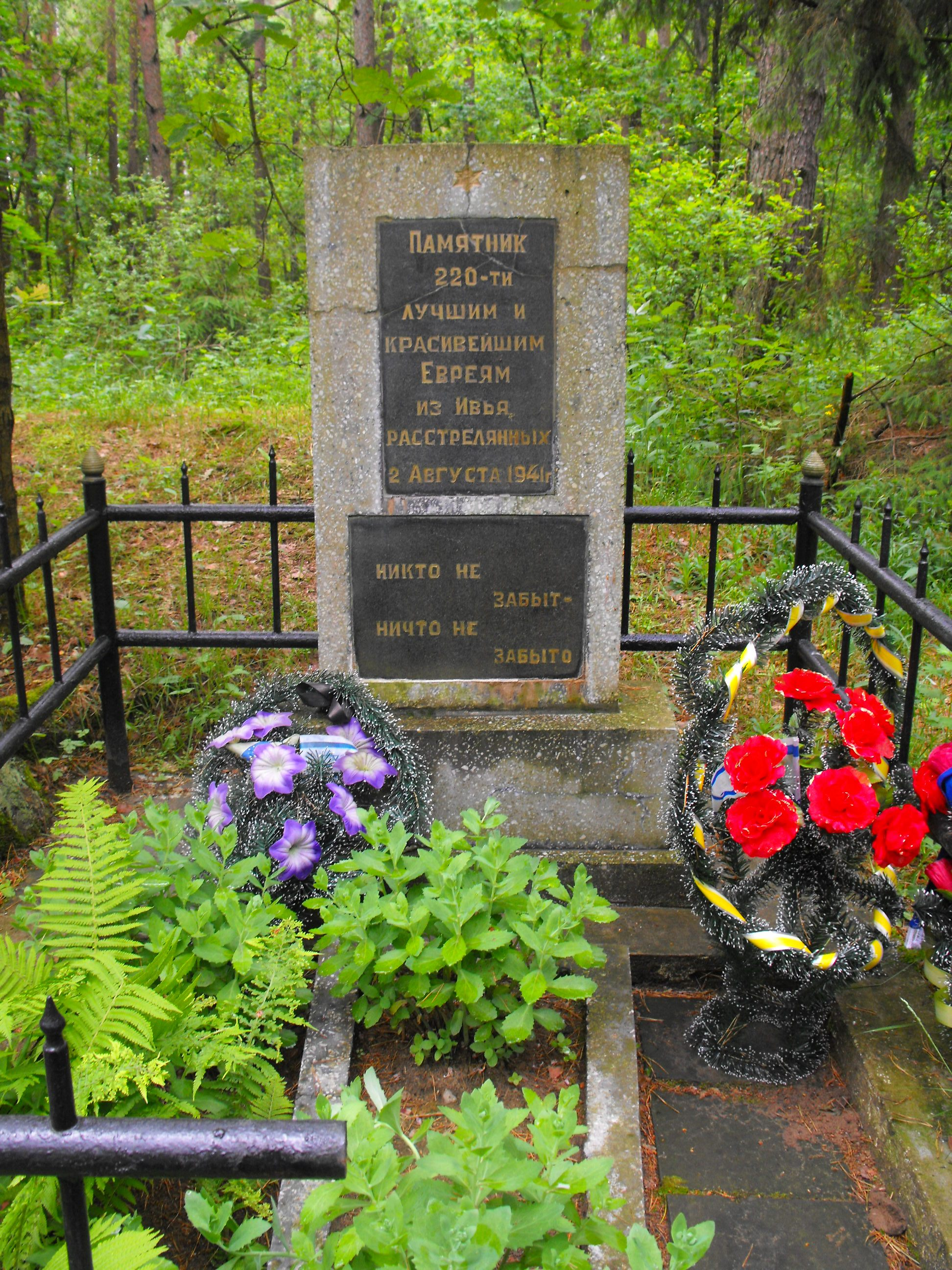
Памятник мемориального комплекса на месте убийства 220 евреев Ивье 2 августа 1941 года

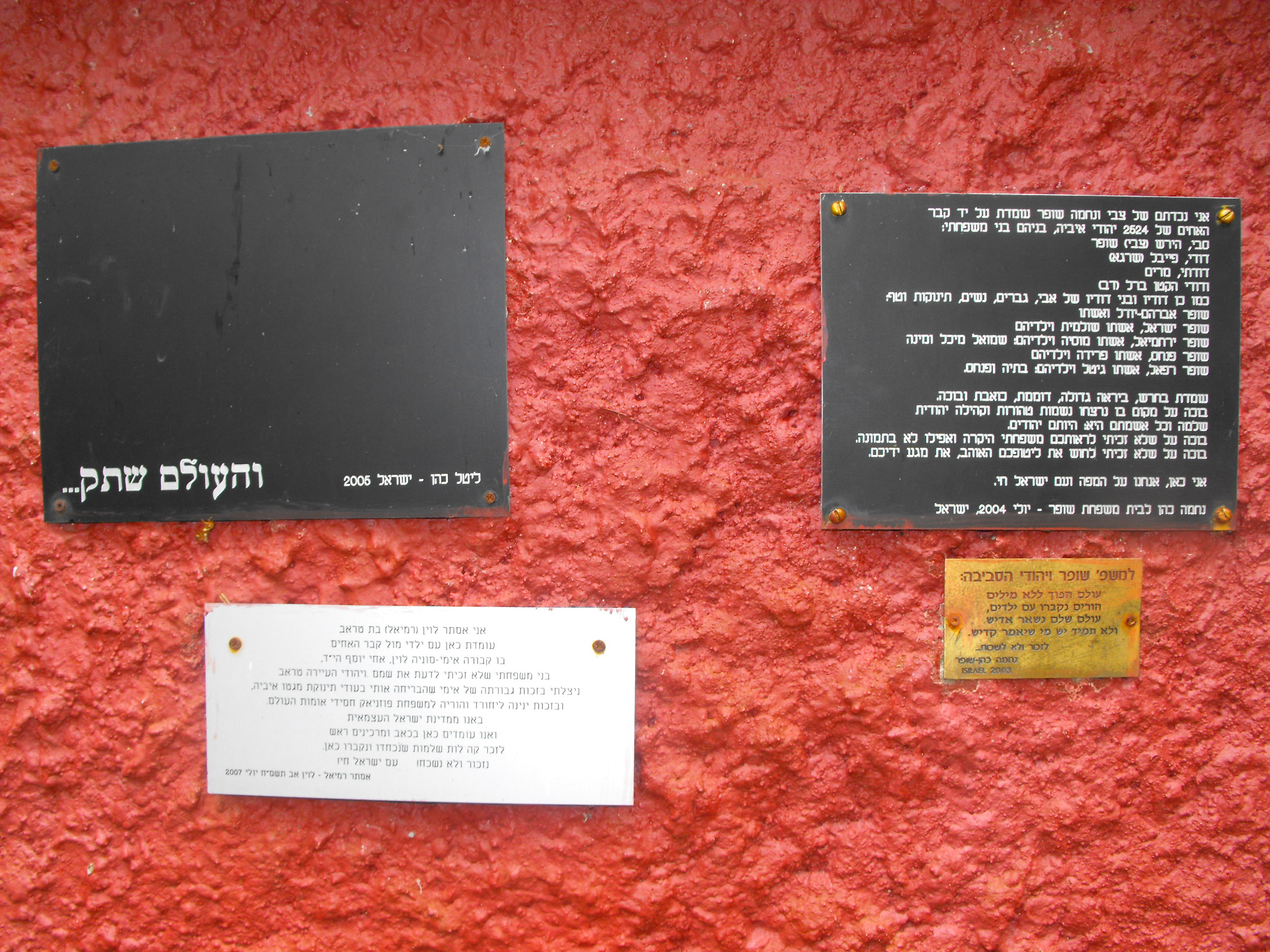
Памятные таблички на стене мемориального комплекса в урочище Стоневичи

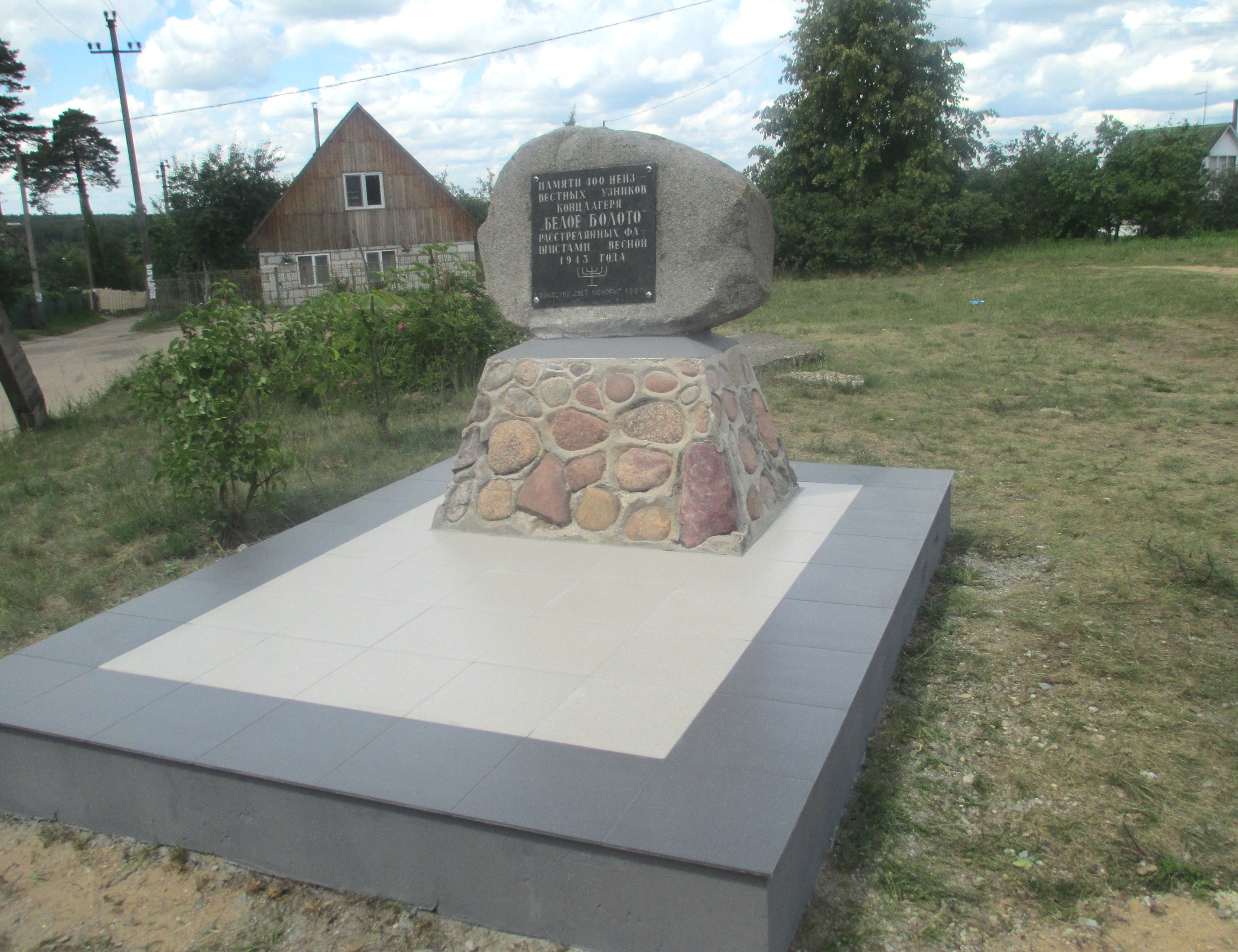
Памятник евреям, убитым в концлагере «Белое Болото» (ныне поселок Красный Октябрь)

Первая «акция» (таким эвфемизмом гитлеровцы называли организованные ими массовые убийства) была проведена 2 августа 1941 года. Немцы очень серьёзно относились к возможности еврейского сопротивления, и поэтому в первую очередь убивали в гетто или ещё до его создания евреев-мужчин в возрасте от 15 до 50 лет — несмотря на экономическую нецелесообразность, так как это были самые трудоспособные узники. По этой причине нацисты и полицаи собрали евреев-мужчин, в основном, представителей интеллигенции (учителей, техников, квалифицированных специалистов, счетоводов, бухгалтеров) в возрасте от 20 до 60 лет — всего 220 человек. Их избили, а потом вывезли в направлении деревни Стоневичи в 2 км от Ивья и расстреляли.
В этот же день, 2 августа 1941 года, немцы заставили евреев создать юденрат для контроля выполнения своих приказов, председателем которого обязали стать Моше Копольда, а членами юденрата были назначены Хаим-Лейб Дворецкий, Бернард Млинарский, Идл Кабак, Файве Альберштейн, Хоня Малаховский, Цалка Миликовский и Лейбман.
Также была создана еврейская полиция для во главе с Гиршовичем и его заместителем Лейбом Калмановичем. Её задачей был, главным образом, сбор ценностей для немцев.
В феврале 1942 года (вскоре после оккупации, в период с июля по октябрь 1941) оставшихся в живых евреев Ивье согнали в гетто, в которое к маю 1942 переселили 3000 человек — всё еврейское население Ивьевского района. Общее число узников достигло 4000 человек.

## Условия в гетто
Гетто в Ивье занимало дома за рынком и доходило до улицы Новогрудской. Гетто было огорожено забором из колючей проволоки. В каждый дом немцы заселили по шесть еврейских семей. Постоянная усиленная охрана под страхом смерти запрещала выходить из гетто без пропуска. Задокументирован случай, когда еврейскую девушку, попытавшуюся выйти из гетто, немцы расстреляли вместе с семьей родителей из 6 человек. За такое «правонарушение» вскоре были расстреляны ещё две семьи.
Евреям под угрозой смерти запретили курить, употреблять алкоголь, жениться, есть мясо, масло и яйца, принимать у себя родственников. Из-за перенаселённости, голода и отсутствия гигиены в гетто начались эпидемии экземы, цинги и тифа.
Часть узников использовали на принудительных работах за пределами гетто. Весной 1942 года 500 евреев заставили тащить в Юратишки в 14 км от Ивья подбитый танк. За два дня этого издевательства многие из евреев надорвались, а многих конвоиры расстреляли по дороге.

## Уничтожение гетто
Гетто в Ивье было большей частью уничтожено 12 (7) мая 1942 года. Для организации и исполнения этого массового убийства в Ивье из Лиды был прислан отряд гестапо. Узников гетто под предлогом проверки паспортного режима собрали на базарной площади. Перед ними выступил немецкий офицер, который сообщил, что все 27 000 евреев Лидского уезда будут наказаны за какое-то «хищение оружия». После этого евреев стали выводить группами на улицу возле костела (по другим данным — возле деревни Стоневичи) для разделения на обречённых на смерть и на тех, кого пока оставляли в живых (немцы называли это эвфемизмом «селекция»).
Трудоспособных евреев отделили, а остальных, избивая, немцы и полицейские кололи штыками и гнали к расстрельной яме возле костела. Убивали евреев группами по 10-15 человек, а детей бросали в яму живыми. Когда могила заполнилась, 50 евреям приказали её закопать. Раненых, несмотря на мольбы евреев, которых сделали могильщиками, закопали ещё живыми. Яму засыпали землей и слоем негашеной извести. Всего в этот день 12 мая 1942 года были убиты 2304 еврея (около 2500, 2524).
Сын аптекаря из Лежневич, Ари Табачник, сумел кинуться на полицейского и перегрызть ему зубами горло.
Оставленных в живых около 1400 (1300) человек вернули в гетто и до окончательного уничтожения использовали на принудительных работах.
Есть разные данные о месте гибели последних евреев Ивья. Одни свидетели сообщали, что узников вывезли на машинах на железнодорожную станцию Гавье, где погрузили в товарные вагоны и отправили в неизвестном направлении. Другие утверждали, что около 1200 ещё живых евреев направили в Молодечно или в Лиду и оттуда — в лагерь смерти Майданек в Польшу. По другим свидетельствам, 31 декабря 1942 года оставшихся в живых евреев Ивьевского гетто отправили в город Борисов для работы на торфзаводе «Белое Болото», куда они прибыли 20 (17) января 1943 года и все 195 (38) в этом же году были там расстреляны.
Всего по данным районной комиссии содействия ЧГК в Ивье и Ивьевском районе погибло 2621 человек, включая 1424 женщины и 626 детей. При вскрытии массового захоронения в районе деревни Стоневичи (акт от 3 апреля 1945 года) было обнаружено 2524 тел евреев, среди которых тела детей в возрасте от 3 до 6 месяцев.

## Организаторы и исполнители убийств
Остались известны имена некоторых организаторов и исполнителей массовых убийств евреев Ивье: офицеры гестапо лейтенанты Адольф Вернер и Ганс Виндиш, начальник полиции Ивья оберлейтенант Альберт Шобер, унтер-офицер Кароль Фокц, ефрейтер Бунек, рядовые Бляхник, Герман и Беер, глава жандармерии Бауэр, бургомистр Бялковский и начальник полиции Жебрик.

## Случаи спасения и «Праведники народов мира»
После расстрела 12 мая 1942 года в гетто возникла подпольная организация во главе с Мойшей Кагановичем, целью которой было раздобыть оружие и уйти в лес к партизанам. Со временем членам подполья удалось установить контакт с отрядом братьев Бельских и уйти из гетто. Часть из них погибли во время столкновения с полицаями спустя несколько дней. Впоследствии еще несколько человек также сумели бежать из гетто и присоединиться к партизанам.
В Ивье 6 человек были удостоены почетного звания «Праведник народов мира» от израильского Мемориального комплекса Катастрофы и героизма еврейского народа «Яд Вашем» «в знак глубочайшей признательности за помощь, оказанную еврейскому народу в годы Второй мировой войны».
- Курбат Владислав и Елизавета, Глуговская (Курбат) Регина — за спасение семей Бакшт, Шмайлович, Шварц и Шмуклер[26].
- Позняк Станислав, Тасилия и Лихорад (Позняк) Янина — ими была спасена Рамиель (Левина) Эстер[27].

## Память
В 1957 году на могиле 2524 узников гетто, убитых 12 мая 1942 года возле деревни Стоневичи, была установлена стела. В 1990 году на этом месте был создан мемориальный комплекс в память ивьевских евреев — жертв Катастрофы.
В музее Ивьевской средней школы есть экспозиция, рассказывающая о местном гетто и трагедии еврейского народа во времена Холокоста.
В 1997 году был установлен памятник расстрелянным евреям в поселке Красный Октябрь.
Опубликованы неполные списки жертв геноцида евреев в Ивье.